# Mãos da Causa
As Mãos da Causa de Deus é um grupo de Bahá'ís escolhidos, apontados para a vida inteira, como aqueles com a função principal de propagar e proteger a Fé Bahá'í em escala internacional.
De acordo com A Vontade e Testamento de `Abdu'l-Bahá, eles são nominados e apontados pelo Guardião da Causa estando sob sua direção e comando.
O título não é mais atualmente utilizado. A última Mão da Causa vivo era Dr.Alí-Muhammad Varqá (1911-2007). O trabalho das Mãos da Causa é agora função da instituição dos Conselheiros Continentais e do Corpo Auxiliar.
Existiram cinquenta Mãos da Causa ao todo, quatro nominados por Bahá'u'lláh, quatro por Abdu'l-Bahá e quarenta e dois por Shoghi Effendi. 27 Mãos da Causa estavam vivos quando Shoghi Effendi morreu em 1957.

## Nomeações
Nota: A ortografia de alguns nomes abaixo não está correta. Os caráteres acentuados não foram transcritos.

### Nomeados por Bahá'u'lláh
- Hají Mullá `Alí-Akbar (1842-1910), conhecido como Hají Ákhúnd
- Hájí Mírzá Muhammad-Taqí (d.1917), conhecido como Ibn-i-Abhar
- Mírzá Muhammad-Hasan (1848-1919), conhecido como Adíb
- Mírzá `Ali-Muhammad (d.1928), conhecido como Ibn-i-Asdaq

### Nomeados por `Abdu'l-Bahá
- Aqa Muhammad-i-Qa'ini (1829-1892), conhecido como Nabíl-i-Akbar
- Mirza 'Alí-Muhammad Varqá (d. 1896), pai de Rúhu'lláh
- Mulla Sadiq-i-Muqaddas, intitulado Ismu'llahu'l-Asdaq
- Shaykh Muhammad-Riday-i-Yazdi

### Nomeados postumamente por Shoghi Effendi
- John Ebenezer Esslemont (1874-1925)
- Hájí Amín (1817-1928)
- Keith Ramsom-Kehler (1876-1933)
- Martha Root (1872-1939)
- Hyde Dunn (1855-1941)
- Siyyid Mustafá Rúmí (d. 1942)
- Abdu'l-Jalil Bey Sa'd (d. 1942)
- Muhammed Taqiy-i-Isfahani (d. 1946)
- Roy C. Wilhelm (1875-1951)
- Louis George Gregory (1874-1951)

### Primeiro contingente, nomeado em 24 de Dezembro de 1951 por Shoghi Effendi
- Dorothy Beecher Baker (1898-1954)
- Amelia Engelder Collins (1873-1962)
- `Alí-Akbar Furútan (1905-2003)
- Ugo Giachery (1896-1989)
- Hermann Grossmann (1899-1968)
- Horace Hotchkiss Holley (1887-1960)
- Leroy C. Ioas (1896-1965)
- William Sutherland Maxwell (1874-1952)
- Taráz'u'lláh Samandarí (1874-1968)
- Valíyu'lláh Varqá (1884-1955)
- George Townshend (1876-1957)
- Charles Mason Remey (1874-1974)

### Segundo contingente, nomeado em 29 de Fervereiro de 1952 por Shoghi Effendi
- Siegfried Schopflocher (1877-1953)
- Shu'á'u'lláh `Alá'í (1889-1984)
- Músá Banání (1886-1971)
- Clara Dunn (1869-1960)
- Dhikru'lláh Khádim (1904-1986)
- Adelbert Mühlschlegel (1897-1980)
- Corinne Knight True (1861-1961)

### Nomeados por Shoghi Effendi  [ano da nomeação]
- Amatu'l-Bahá Rúḥíyyih Khánum (1910-2000)  [1952]
- Jalál Kháḍih (1897-1990) [1953] (também transliterado Jalal Khazeh)
- Paul Edmond Haney (1909-1982) [1954]
- `Alí-Muhammad Varqá (1912-2007) [1955]
- Agnes Baldwin Alexander (1875-1971) [1957]

### Último contingente, nomeado em 2 de Outubro de 1957 por Shoghi Effendi
- Hasan Muvaqqar Balyúzí (1908-1980)
- Abu'l-Qásim Faizi (1906-1980)
- John Graham Ferraby (1914-1973)
- Harold Collis Featherstone (1913-1990)
- Rahmatu'lláh Muhájir (1923-1979)
- Enoch Olinga (1926-1979)
- John Aldham Robarts (1901-1991)
- William Sears (1911-1992)